# Tinamui
Tinamuovke su red iz razreda ptica koje se svrstavaju u skupinu Paleognathae. Pripada joj jedino porodica Tinamidae. Žive na području Južne i Srednje Amerike. Usprkos tome što izgledom podsjećaju na kokoške, prema današnjim shvaćanjima se smatra da su im najbliži srodnici nojevke.

## Obilježja
Izgled tinamuovki toliko podsjeća na divlje kokoške "Starog svijeta" da su ih Španjolci u početku zvali perdiz što znači jarebica. Tek kasnije je iz jednog od karipskih jezika izveden i prihvaćen u engleskom naziv "tinamuovke". Njihova sličnost s kokoškama bi mogla biti rezultat konvergentne evolucije.
Veličina tinamuovki je različita, ovisno o vrsti, i kreće se između 14 i 49 cm, a teške su od 43 g do 1,8 kg. Građa tijela im je kompaktna s vitkim vratom, lagano izduženom glavom i kratkim, prema dolje savinutim kljunom. Neke vrste imaju "kukmicu" koju mogu uspraviti.
Perje im je najčešće neupadljivo obojeno. Prevladavaju sive i smeđe boje često s isto tako neupadljivim prugastim ili pjegastim šarama. Kod nekih vrsta je prisutan blago izraženi spolni dimorfizam u obliku nešto izraženijih pruga ili blijeđe obojenog perja kod ženki.
Noge su im srednje duge i snažne s tri prsta okrenuta prema naprijed, i jednim prema natrag (tzv. Anisodadactya). Na njima relativno brzo trče. Zinamuovke provode gotovo čitav svoj život na tlu. One mogu letjeti, no to čine puno rjeđe od svih drugih ptica letačica. Njihova su krila za relativno tešku pticu iznenađujuće kratka. Omogućuju im samo spori let s vrlo brzim udarcima krila. Kako im je rep iznimno kratak ne služi za određivanje smjera leta, tinamuovke ne uspijevaju uvijek izbjeći prepreke. Nerijetko pokušaj letenja završava sudarob s najbližim stablom što može završiti i smrću ptice. Let je u pravilu kratak, najviše do 500 m.
Tinamuovke imaju snažne mišiće, ali im je srce, u odnosu na veličinu tijela, manje od bilo koje ptice.
Ta fiziološka osobitost izaziva brzo umaranje tinamuovki i ne dozvoljava im dugo trčanje ili letenje.
Tinamuovke spadaju u svega nekoliko redova ptica čiji predstavnici imaju Penis protrudens.

## Glasanje
Većina tinamuovki se glasa vrlo ravnomjernim glasovima, koji ipak zvuče ugodno i daleko se čuju. Zvukovi slični zvuku orgulja i flauta su karakteristični zvukovi kišnih šuma Južne Amerike. Tinamuovke koje žive u šumama glasaju se nešto dubljim glasovima od onih koje nastanjuju stepska područja. Neke tinamuovke su toliko slične, da je njihovo glasanje najvažniji način razlikovanja pojedinih vrsta.
Kad se tinamuovka uplaši, pušta vrlo vrištav zvuk koji je prodoran i žvuči puno manje melodično nego inače.

## Rasprostranjenost
Tinamuovke su najčešće u Južnoj i Srednjoj Americi. Većina vrsta nastanjuju tropske nizine Južne Amerike istočno od Anda na jug do od prilike Paragvaja. No, neke vrste dosižu do središnje i južne Argentine (Patagonija) i Čilea, kao i na sjever do središnjih i najsjeveroistočnijih dijelova Meksika.
Jedna vrsta je naseljena na Uskršnjim otocima. Pokušaji s početka 20. stoljeća da ih se kao lovnu divljač naseli u Srednju Europu i Sjevernu Ameriku nisu uspjeli. Sve su ptice bez iznimke ugibale već tijekom prve zime.

## Okoliš
Mnoge vrste nastanjuju tropske kišne šume i njihov sekundarni oblik, od dolina do podnožja brdovitih predjela. Sve u svemu, nastanjuju široki pojas životnih okoliša, jer osim navedenog, nastanjuju i sušne šume, savane kao i otvoreno grmovito i travnato područje. Osim toga, čileanske tinamuovke (Nothoprocta perdicaria) nastanjuju žitna polja, a puna tinamuovke (Tinamotis pentlandii) žive u andskim područjima na visini od oko 4.000 m nadmorske visine.

## Način života

### Aktivnosti
Iako su neke tinamuovke vrlo česte rijetko ih se sreće. To su plahe ptice i žive najčešće u gustišu od šiblja i grmlja. Kad im se čovjek ili neki potencijalni grabežljivac približi, ostaju potpuno nepokretne i tek ako blizina postane opasna, kreću u bijeg. Bježe ili trčeći, ili uzlete tako naglo da krila proizvedu zvuk nalik eksploziji, ispuštajući pri tome glasan vrisak. Taj zvuk kao i nenadano polijetanje tako uplaše potencijalnog grabežljivca, da on ne kreće odmah u potjeru za pticom.
Ovisno o vrsti, tinamuovke žive ili u grupama, ili samotnjački. Samotnjački žive u pravilu one vrste koje nastanjuju šume. Vrste koje žive u zajednicama, nisu razvile socijalne strukture, i među članovima grupe nema gotovo nikakvih međusobnih veza. Sve tinamuovke su dnevne ptice. Noću spavaju u gustišu, a samo vrlo rijetko na niskim granama.

### Prehrana
Tinamuovke su svežderi. Hrane se različitim dijelovima biljki (voćem, sjemenjem, izdancima, lišćem, pupoljcima, cvijećem, korijenjem, lukovicama) kao i malim beskralješnjacima (mravima, termitima, kukcima, skakavcima, larvama, puževima, kišnim glistama). Veće vrste ponekad jedu i male kralješnjake, kao što su gušteri, žabe i miševi. Za sve tinamuovke vrijedi pravilo, da su pretežno biljožderi, a životinjska hrana čini manji dio njihove prehrane.

### Razmnožavanje
Kod razmnožavanja tinamuovke pokazuju veliku sličnost sa svojim rođacima nanduima. Među mnogobrojnim vrstama ima u detaljima dosta odstupanja. Način koji se ovdje opisuje vrijedi za većinu, no nije jedinstven u svakoj pojedinosti za sve vrste.
Tinamuovke su teritorijalne životinje. U razdoblju parenja mužjaci zaposjedaju određen teritorij koji omeđuju glasnim glasanjem. Ako na to područje zađe drugi mužjak, dolazi do borbe u kojoj se koriste krila i noge. Glasanjem dozivaju ženke na svoj teritorij. Mužjaci su poligamni i pare se sa svim ženkama koje zađu na njihovo područje.
Gnijezde se u pravilu na tlu. Samo neke vrste grade pravo gnijezdo, dok većina polaže jaja na golu zemlju. Vrste koje grade gnijezdo, rade ga od trave i zemlje i kružnog je oblika. Jaja se uvijek polažu u zaštiti grmlja ili žbuna trave, tako da nisu vidljiva iz daljine.
Jaja su vrlo privlačnih boja, a ljuska ima porculanski sjaj. Pojavljuju se gotovo sve boje: siva, plava, tirkizna, purpurna, ljubičasta, zelena, smeđa i žuta. Obično su jednobojna, samo su jaja troprste tinamuovke (Tinamotis) sitno pjegava. Nije objašnjena korist tako izraženih boja, čak suprotno,čini se da tako upadljiva jaja prije privlače grabežljivce. Za vrijeme dok ptica leži na jajima, ona gube sjaj i neposredno prije valjenja ptiča postaju značajno manje sjajna.
Nakon polaganja jaja, ženka napušta teritorij mužjaka i traži drugog mužjaka spremnog za parenje. Kako sve ženke legu jaja u isto gnijezdo, na kraju u jednom gnijezdu može biti i do šesnaest jaja. Vrijeme ležanja na jajima je relativno kratko, između šesnaest i dvadeset dana. Na jajima leži samo mužjak, i za to se vrijeme uopće, ili gotovo uopće ne glasa. Kad mora napustiti gnijezdo da potraži hranu, jaja pokriva lišćem. Dok leži na jajima, potpuno je nepokretan, i ne miče se čak niti kada ga potencijalni grabežljivac dodirne. U drugim slučajevima se pretvara da je ranjen kako bi odmamio grabežljivca od gnijezda.
Kod valjenja mladunci su pokriveni svijetlim paperjem s tamnim pjegama. Već nakon par sati mogu samostalno hodati i tražiti hranu. U prvim tjednima hrane se pretežno insektima. Otac često pomaže mladuncima tako, da uzme insekta u kljun i položi ga pred njih. Mladunci su gotovo potpuno prepušteni grabežljivcima. Istina, u slučaju opasnosti skrivaju se u očevo perje, ali je usprkos tome smrtnost vrlo velika. Kako bi se suprotstavili toj opasnosti, tinamuovke rastu iznimno brzo - punu veličinu dosižu već u roku od dvadeset dana. Prepeličasta tinamuovka (Nothura) dosiže spolnu zrelost već nakon 57 dana, no to je skoro samo teoretski, jer se gotovo nikad ne pare prije starosti od godinu dana.
Samo dvadeset dana nakon što se izvale, mladunci su dovoljno samostalni da napuštaju oca. On tada, ako sezona parenja još traje, ponovo poziva ženke kako bi, eventualno, podigao još jedno leglo.

## Ljudi i tinamuovke
Pokušaji naseljavanja tinamuovki u sjevernoameričke i europske šume nije uspjelo, jer se životinje nisu mogle prilagoditi tamošnjoj klimi. Niti jedna vrsta tinamuovki nije nikada domesticirana, iako ih nije teško držati u zatočeništvu.
Neke vrste mogu počiniti štetu jer ulaze u njive i tamo se hrane. Kako, međutim, tu jedu i štetne insekte, omjer štete i koristi nije nikada pouzdano utvrđen.
Iako neke vrste spadaju u najčešće ptice Južne Amerike, najveći dio živi bojažljivo skriveno u amazonskim kišnim šumama. Krčenje šuma Amazonije ve više ugrožava i njih. Osim toga, love ih i radi njihovog mesa. Kod mnogih indijanskih naroda je to u tradiciji. Njihovi lovci uspješno oponašaju glasanje tinamuovki kako bi ih privukli. Ali se i na tržnicama velikih gradova često prodaje veliki broj ubijenih tinamuovki.

## Fosilna povijest
Srodnost tinamuovki s nojevkama se zaključuje samo na temelju fosilnih nalaza. Na žalost, nisu poznati fosilni nalazi koji bi dokazivali da su imali zajedničke pretke. Najstariji fosili koji se nedvosmisleno mogu pripisati precima tinamuovki su iz miocena i pripadaju i danas živućem rodu Eudromia. Iz razdoblja koje mu je slijedilo, pliocena, dokazani su Eudromia, Nothura i danas izumrli rod Querandiornis.
Prapovijesne vrste danas živućih rodova su:
- Eudromia sp. (kasni miocen, pokrajina La Pampa, Argentina)
- Eudromia olsoni (kasni pliocen, pokrajina Buenos Aires, Argentina)
- Nothura parvula (kasni pliocen pokrajina Buenos Aires, Argentina) - bivši rod Cayeornis
- Eudromia intermedia (pliocen, Argentina) - bivši rod Tinamisornis
- Nothura paludosa (pleistocen, Argentina)

## Sistematika
Na temelju morfoloških i molekularnogenetičkih analiza danas više nema sumnje da su tinamuovke i nojevke najbliži srodnici. Ranije ih se, zbog vanjske sličnosti s  biserkama svrstavalo u kokoške. Danas je uobičajeno tinamuovke svrstavati u red Tinamiformes koji ima samo jednu porodicu, Tinamidae.
Međutim, postoji i tendencija tinamuovke u potpunosti uključiti u nojevke, odnosno, ptice trkačice. Neki stručnjaci smatraju, da je s tinamuovkama pronađena sestrinska grupa s nanduima. Kad bi se slijedilo takvo razmišljanje, moralo bi ih se uvrstiti u "ptice trkačice", kako ne bi ostale parafiletički takson. Tako je Davis 2002. podijelio nojevke u dva podrazreda, Tinami i Struthioni. U podrazred Tinami je svrstao tinamuovke i nandue, a u Struthioni podrazred sve ostale nojevke.
Uobičajeno je, tinamuovke svrstavati u dvije potporodice, šumske tinamuovke (Tinaminae) i stepske tinamuovke (Rhynchotinae, a ponekad i Nothurinae). Šumske tinamuovke žive uglavnom na tlu tropske kišne šume, dok stepske nastanjuju otvorene prostore. Najvažnija osobina koja ih razlikuje je mjesto gdje im se nalaze nosnice. Kod Rhynchotinae se nalaze na korijenu kljuna, a kod Tinaminae su oko njegove sredine.  Ova podjela je već vrlo stara, ali se uvijek nanovo pokazivala točnom, zadnji put 2004. od strane Bertellia&Porzecanskog. Suprotno tome, pojmovi Tinamus i Taos se ne koriste u sistematici. "Tinamus" se najčešće koristi kao sinonim za tinamuovke, dok se pod "Taos svrstavaju uglavnom samo njihove velike vrste.
Danas se u 9 porodica svrstava 47 vrsta tinamuovki. Pri tome najveći problemi su s porodicom Crypzurellus i njenih 21 opisanih vrsta. Mnoge vrste se međusobno jedva razlikuju, dok druge imaju niz varijacija. Točnije proučavanje međusobnih razlika između pojedinih vrsta može dovesti do smanjivanja broja vrsta, ali isto tako je moguće, da se njihov broj i poveća.
Na temelju već spomenutog rada Bertellia i Porzecanskog iz 2004. se odnosi srodstva između pojedinih vrsta tinamuovki mogu prikazati sljedećim kladogramom:
Tinamidae
```
 |-- 
Tinaminae

 |    |-- 
Nothocercus

 |    `—N.N.
 |         |-- 
Crypturellus

 |         `-- 
Tinamus

 `-- 
Rhynchotinae

      |-- N.N.
      |    |-- 
Tinamotis

      |    `-- 
Eudromia

      `—N.N.
           |-- 
Rhynchotus

           `-- N.N.
                |-- 
Nothoprocta

                `—N.N.
                     |-- 
Nothura

                     `-- 
Taoniscus
```

## Vanjske poveznice
- Videozapisi  Arhivirana inačica izvorne stranice od 13. svibnja 2016. (Wayback Machine) na Internet Bird Collection
- Glasanje Tinakauovka na xeno canto collection